# 大野均
大野 均（おおの ひとし、1978年5月6日 - ）は、日本の元ラグビー選手。現在ジャパンラグビーリーグワン東芝ブレイブルーパス東京のアンバサダーを務めている。

## 人物
- ポジションはロック (LO)。東芝時代にはウイング（WTB)での出場経験もあり2004年には日本代表にWTBとして初選出された。[2]
- 身長: 192 cm、体重: 105 kg
- 日本代表キャップは98で歴代トップ[3]（2023年9月現在）。
- ニックネームはキン。
- トップリーグのベスト15にはロック (LO)部門で合計9回選出されている（歴代個人最多選出回数）。2009年度にはリーグのMVPに選出された。リーグ戦通算出場数は170（歴代2位）。

## 主な経歴
- 1991年-1994年 郡山市立三穂田中学校
- 1994年-1997年 福島県立清陵情報高等学校 野球部（福島県須賀川市）
- 1997年-2001年 日本大学工学部 ラグビー部（福島県郡山市）
- 2001年-2020年 東芝ブレイブルーパス（東京都府中市）

東芝入団2年目の対サントリー戦（東日本社会人リーグ）でスタメンでデビュー。翌年トップリーグがスタートしシーズンの後半あたりからロックのレギュラーに定着。2005年にはセブンス代表に選出される。
日本代表には2004年から選出され5月16日の対韓国戦の後半20分リザーブから代表デビューを果たす。2006年のIRBパシフィック・ファイブ・ネイションズでは代表の主将を務めた。ラグビーワールドカップには2007年度、2011年度、2015年度の3大会に出場した。
2015年10月3日、37歳4ヵ月27日で96個目のキャップを獲得し、村田亙が保持していたそれまでの最年長キャップ獲得記録（37歳4ヵ月25日）を抜いた。
2015年12月にはスーパーラグビーの日本チームサンウルブズの2016年スコッドに入った。2020年5月18日、チームを通して、現役引退を発表し、19年間に及んだ選手生活にピリオドを打った。5月22日にオンラインで引退会見を行い、引退後は東芝の普及担当に就任した。
2021年6月12日、静岡・エコパスタジアムで最多キャップ記念セレモニーが行われた。
2022年1月10日、出身地である郡山市は、郡山総合体育館に「大野均選手メモリアルコーナー」を設置した。
2023年5月20日から11月20日まで、同年秋開催のラグビーワールドカップ2023において、日本ラグビーフットボール協会から「ラグビー日本代表応援サポーター」の1人に任命される。

2023年5月31日、2023年度フランス観光親善大使に就任した。

## エピソード
- 福島県郡山市で酪農業を営む家庭の長男として誕生。生まれた時は4000gを越える大きな赤ん坊だった。子供の頃から祖父と牛乳の配達をしたり、仮死状態で生まれた仔牛を蘇生する等の手伝いを経験した。母親によると反抗期も無く頼み事をすれば何でもすぐやってくれる息子だったとの事。
- 小学校4年から父親がコーチを務める地元のスポーツ少年団で野球をはじめ中学、高校時代は野球部に所属した。ポジションは主に外野で、キャッチャーをやることもあった。高校2年時に所属していた県立清陵情報高が選抜大会初出場を果したが本人はベンチ外でチームは1回戦で敗退。チームでは常に補欠だった（バットに当たれば飛ぶが変化球に対応できなかった）がサイズには恵まれていたため秘密兵器的な存在だった。また東芝に入社した際同期で入社した野球部（東芝野球部は名門として知られる）のメンバーには甲子園優勝メンバーなどアマチュア時代からの有名選手がいて彼らを傍で見て緊張したという。[12][13]
- 中学1年生の頃、地域で担当していた方が高齢のため引退を希望しているという話を母が聞き新聞配達のアルバイトをやる事になり高校3年までの6年間続けた。地方のため家毎の間隔が広く坂もあり20件程だったが1日の配達には自転車で40-50分を要した。大雪で自転車が使えない事があったり、熱がある日であっても使命感で勤め通した。今でも新聞配達の夢を見る事があるという。
- 日本大学工学部（福島県郡山市）に進学し、日本大学工学部ラグビー部に入部。本人の意図に反してラグビー選手としてのキャリアがスタートする[14]。東北地区大学ラグビーリーグに所属するチームのため、推薦枠での入部者も無く、当時は部員数20人にも満たないチームだった。先輩達が実験・実習等の合間に限られた人数でタックルなどに励む姿を見て憧れ、上下関係も無く練習後に楽しそうに話す雰囲気にも惹かれていった。また部員が少ないため、少々の痛みで練習を休むとチームに迷惑がかかるため少しぐらい痛くてもグラウンドに立つという、ラグビーに必要な根底のタフさが身についた。
- 大学4年時に招集された福島県選抜チームの高木コーチ（当時東芝府中コーチだった薫田真広と筑波大での同期）の計らいで東芝府中ラグビー部の練習に1日参加する事になる。しかしその練習の激しさに驚きさらに練習途中に激しさのあまり肩を亜脱臼してしまう。しかし折角福島から来て途中で外れるのは情けないと思い痛みにこらえて最後まで練習に参加し続けた。東芝に入社後に聞いた話では当日の練習がその年で1番激しいものだったという。薫田によればその日は意図して激しい練習を行ったが着ていたジャージがボロボロになるまで食らいついてくる大野の姿には将来性を感じ”素人同然”だったが大野の資質を見込んだ薫田は”3年でジャパン（日本代表）になれる”と大野に声を掛けチームに誘った。（実際ほぼその言葉通り東芝に入部後見事に2004年代表に初選出された。）既に地元企業から内定を貰い公務員になるための勉強もしていたが、ラグビー部の監督などに相談したり、福島県ラグビー協会からの説得もあり、東芝府中ラグビー部への入部を決断する。
- 東芝に入部した頃は不安しかなかったが、自分は一番チームで下手なので他人よりも練習するしかないと思いコーチの言う事は素直に全て聞き入れ実行したという。入部当時のチームは若干低迷期にあったが先輩達が休日も自主練習に誘ってくれた事が嬉しく共に切磋琢磨していった。東芝でのデビュー戦は2年目の2002年東日本社会人リーグでの当時2連覇中だった対サントリー戦。それまでリザーブに入る事もなかったがロックの先輩横山恒雄の怪我により大野に出番が回ってきた。
- 2003年開幕したトップリーグの初年度開幕節からリザーブでメンバー入りを果たし徐々にスタメンの座を勝ち取る。同シーズン第9節対NEC戦の試合中に誤って相手チームのセンター、ジョージ・コニアの手を踏んでしまい怒ったコニアはレフリーの笛の後に大野にタックルを見舞うが（ラグビーではラフプレーや危険なプレーに対する報復行為はさらに重く取られペナルティやカードの対象になる事もある）元来優しい性格の大野は手を踏んだ事を分かっていた為コニアに対してその場で謝罪した。それを見た当時監督の薫田真広はメンタル面で相手に負けていると見なし（他の選手にも試合中同様の傾向が見られチームも後半に差を付けられて敗戦した事もあり）後日そのシーンの映像を見せつつチームミーティングの席で大野を叱責した。以降は試合中に小競り合いが起こった際は離れた場所からも真っ先に駆けつけるなど試合中の戦う姿勢に変化が見られるようになったという。
- 尊敬する人物は東芝の先輩ロック釜沢晋。大野曰く「入社当時、ラグビーからお酒の飲み方まで教えていただいた」[15]	釜沢の大野に対する最初の印象は「練習で当たった瞬間にズンと痛い感じがして、入ってきたらすごい選手になるのではないかと思った。」大野自身も同じポジションである釜沢を越えないと試合に出られないと思い練習では釜沢に積極的に当たっていったという。
- 試合では高い運動量で常に全力を出し切るプレースタイルゆえ夏場の試合を中心に試合後に試合前から4 kg体重が減る事もあった。初めて出場した（第6回）ワールドカップの対フィジー戦ではフル出場し試合には惜敗したが、試合後6 kg体重が減りホテルに帰った後に具合が悪くなり点滴を投与された。ワールドカップという舞台が自分の限界を越えさせてくれたのだろう、と語っている。
- エディ・ジョーンズが2012年の日本代表監督就任時に記者からベテラン選手の処遇を聞かれた際、大野については年齢を考え2015年のワールドカップでは代表にはいないだろうと答えたが、それを聞いた大野はそのことを発奮材料にし見事に2015年もワールドカップ代表メンバー入りを果たした。そのエディからは引退表明後に直接大野本人の携帯電話の留守電に日本語で”お疲れ様でした”と言葉を貰ったという。
- 出場した日本代表戦で印象に残っている試合（全試合印象に残っているとしたうえで）をあえて1試合選ぶなら2013年に秩父宮ラグビーで日本代表がウェールズに初勝利した試合。過去に出場した欧州遠征でウェールズに惨敗 (0 - 98) した経験がありその頃は日本がウェールズに勝つ日が来るとは考えもしなかった。試合には先発出場し途中交代後の終盤にほぼ勝利を確信した時は目に涙があふれグランドが見えなかった。
- 日本代表が歴史的初対戦初勝利を演じた第8回ワールドカップの対南アフリカ戦で先発出場。その試合中に密集で両チーム選手が折り重なり立ち上がる際に（格下の日本に対し予想外の接戦をしている）相手をいらつかせて少しでも精神的に優位に立とうと思い同じロックのビクター・マットフィールドの顔を手でわざと押さえつけた。しかしその後マットフィールドが表情一つ変えず立ち上がり試合に復帰した姿を見て、逆に自分の小ささを感じ恥かしくなったという。[16]
- 引退を決意した理由は膝の痛みが悪化したため。それまで体に1度もメスを入れる事はなかったが2019年末頃からは走る事が困難に成る程でチームとは別メニューでリハビリに励んでいた。ある朝起きて走れそうに感じ、しかし外に出て走ってみると2,3歩走っても痛みを感じこの辺りが潮時なのかなと思った。東芝の後輩であるロックの梶川喬介や小瀧尚弘らが近年頼もしく感じられるようになった事も要因だと語っている。
- ワールドカップで印象に残っているシーンの1つとして自身2度目のワールドカップ出場を果たした2011年大会中での事、出場した2戦目の対ニュージーランド戦後のアフターマッチファンクションにおいて対戦したブラッド・ソーン（そのW杯後日本のサニックスでもプレーした）から歩み寄られジャージの交換を求められた。試合は7-83という惨敗だったがそんな相手に対してもリスペクトを持って接するソーンの姿に感銘を受け嬉しかった。またその際に年齢を聞かれ32歳だと答えるとまだまだキッズだなと返されたという（当時のソーンは36歳）
- かつてTVで見ていたスーパーラグビーはスピードや激しさから自分と同じラグビーをしていると思えず自分がその舞台に立てるとは思わなかった。2016年サンウルブスのスコッドに選ばれた時合宿初日に支給された練習ウエアの袖に着いたSUPER RUGBYのロゴをホテルで見て1人でニヤニヤしていた。また理想のコーチ像として、サンウルブズの初代ヘッドコーチ、マーク・ハメットの名を挙げている（スーパーラグビー参戦に批判もあったなか前向きにチームを指揮し、本人自身もラグビーを楽しんでいたので）。
- トップリーグのベスト15には計9回（2004年度、2006-2013年度の8期連続）選出され歴代個人最多の選出回数。またチームと自身にとって5度目のリーグ優勝を達成した2009年度はリーグのMVPに選出される。しかし本人にとっては全く予想外の事でリーグ年間表彰式の朝にその一報を聞き、前日プレーオフ決勝後の祝勝会でのお酒が一気に吹き飛んだという。[17]

※エピソードの出典※項目に別途出典のある事項を除く

## 著作
- 『ラグビーに生きる』ベースボールマガジン社、東京、2013年。ISBN 978-4-583-10533-8。
- 『ラグビー日本代表に捧ぐ』廣済堂出版
- 『はじめてのラグビー 子どもたちに伝えたい技術と心がまえ』世界文化社

## 監修
- 『ラガマルくんのラグビールールブック』府中市、調布市、三鷹市（3市連携企画）